# Roger de Bossost
Roger de Bossost, senyor d'Espenan, fou un militar francès del segle xvii, comandant del castell de Salses durant la breu ocupació francesa entre el setge de 1639 i el setge de 1640.
Representà el govern de Lluís XIII de França en les converses de Narbona del juliol del 1640 i en el pacte de Ceret del setembre del 1640 amb Francesc de Vilaplana, representant de Pau Claris, el President de la Generalitat de Catalunya, que van significar l'ajut militar francès al Principat contra Felip IV d'Espanya. Va socórrer amb Frederic Schomberg la vila d'Illa que estava assetjada a final del 1640.
Al desembre del 1640 va arribar a Barcelona amb tropes franceses, essent nomenat mariscal de camp de les forces franceses. Es va dirigir a defensar Tarragona, cap on es dirigien les tropes castellanes de Pedro Fajardo de Zúñiga y Requesens, el marquès de los Velez, que avançaven després de prendre Tortosa i Cambrils, però va pactar la rendició de la ciutat provocant una indignació popular a Barcelona. Decidits els catalans a aturar l'exèrcit castellà a Martorell, va canviar de ruta i va tornar amb les seves tropes a França, saquejant les viles que trobà pel camí.
La teoria d'un possible emmetzinament de Pau Claris i Casademunt, que moria el 27 de febrer de 1641 va circular des del primer moment per carta de Roger de Bossost a Armand Du Plessis, el Cardenal Richelieu i modernes investigacions avalen aquesta possibilitat.
El Baró d'Espenan va participar el 19 de maig de 1643 a la batalla de Rocroi liderant la infanteria francesa al centre. La cavalleria alemanya de Malo va atacar-lo pel front i pel darrere i va trencar el seu front, el resultat essent una decisiva victòria de l'exèrcit francès.